# Togo i olympiska sommarspelen 2004
Togo deltog i de olympiska sommarspelen 2004 med en trupp bestående av tre deltagare, två män och en kvinna, men ingen av landets deltagare erövrade någon medalj.

## Friidrott
Huvudartikel: Friidrott vid olympiska sommarspelen 2004
Sekponas tid var den tredje långsamaste i tävkingen, medan Thiebaud-Kangni endast var ungefär en sekund från att gå vidare till den andra omgången. 
Herrarnas 800 m:
- Jan Sekpona
  - Omgång 1: 1:54.25 (8:a i heat 3, gick inte vidare, 70:a totalt)

Damernas 400 m:
- Sandrine Thiebaud-Kangni
  - Omgång 1: 52.87 s (6:a i heat 5, gick inte vidare, 32:a totalt)

## Kanotsport
|align=left|Herrarnas K-1 slalom
- Benjamin Boukpeti
  - Heat: 198.92 (Åk 1: 96.99 - 9th, Åk 2: 101.93 - 21:a, 15:e totalt, Kvalificerad)
  - Semifinal: 102.42 (18:e totalt, gick inte vidare)